# Walter Berschin
Walter Berschin (* 17. Juni 1937 in Augsburg) ist ein deutscher Mittellateinischer Philologe.

## Leben
Walter Berschin studierte Romanistik, Geschichtswissenschaft, Mittellatein und Kunstgeschichte in München, Köln, Tübingen und Rom. Danach erfolgte die Promotion 1966 bei Horst Fuhrmann am Historischen Seminar der Universität Tübingen mit der Arbeit Bonizo von Sutri. Leben und Werk. Es folgte ab 1967 die Assistentenzeit am Seminar für Lateinische Philologie des Mittelalters der Universität Universität Freiburg bei Johanne Autenrieth. Nach der Habilitation im Jahr 1971 erhielt Berschin als Nachfolger von Walther Bulst den Ruf auf die ordentliche Professur am Seminar für Lateinische Philologie des Mittelalters und der Neuzeit der Universität Heidelberg, wo er von 1973 bis 2005 Professor für Lateinische Philologie des Mittelalters und der Neuzeit sowie von 1987 bis 1989 Dekan der Neuphilologischen Fakultät war.
Zu seinen Forschungsschwerpunkten zählen die Literaturgeschichte (ausgehend von der Erforschung der Handschriften), die Gattungsgeschichte der Biographie (Ausgangspunkt der jahrzehntelangen Forschungen war eine prämierte Preisaufgabe der Bayerischen Akademie der Wissenschaften von 1964), Literaturlandschaften wie Reichenau und St. Gallen, die Verwendung des Griechischen im lateinischen Mittelalter und die handschriftengerechte Edition mittellateinischer Texte.
Berschin ist Mitglied der Kommission für geschichtliche Landeskunde in Baden-Württemberg (1994), Corresponding Fellow of the British Academy (1997), korrespondierendes Mitglied der Österreichischen Akademie der Wissenschaften (2003) und der Reial Acadèmia de Bones Lletres de Barcelona (2008). 2007 erhielt er für seine Erforschung des Griechischen im lateinischen Mittelalter die Ehrendoktorwürde der Aristoteles-Universität Thessaloniki. Schüler Berschins sind u. a. Michele Camillo Ferrari (Erlangen), Matthias Tischler (Barcelona) und Tino Licht (Heidelberg).
Als Mitglied des advisory board bzw. Mitherausgeber fungiert er bei den Zeitschriften Journal of Medieval Latin und Mittellateinisches Jahrbuch (bis 2015). Er ist Herausgeber der Editionsreihen Editiones Heidelbergenses, der Reichenauer Texte und Bilder, der Quellen und Untersuchungen zur Lateinischen Philologie des Mittelalters und der Bibliothek der Mittellateinischen Literatur. Er war Präsident der International Association of Medieval Latinists (IAML) (1988–1999) und organisierte 1988 den 1. Internationalen Mittellateinerkongress in Heidelberg.

## Schriften
- Bonizo von Sutri. Leben und Werk (= Beiträge zur Geschichte und Quellenkunde des Mittelalters. Band 2). de Gruyter, Berlin u. a. 1972, ISBN 3-11-001758-X.
  - Italienische Übersetzung: Bonizone di Sutri. La vita e le opere (= Medioevo-traduzioni. Band 1, ZDB-ID 2289383-0). Centro Italiano di Studi sull’Alto Medioevo, Spoleto 1992.
- Griechisch-lateinisches Mittelalter. Von Hieronymus zu Nikolaus von Kues. Francke, Bern u. a. 1980, ISBN 3-7720-1459-3 (Nachdruck Tübingen 2015).
  - Englische Ausgabe: Greek Letters and the Latin Middle Ages: from Jerome to Nicholas of Cusa. Translated by Jerold C. Frakes, Catholic University Press, Washington 1988.
  - Italienische Ausgabe: Medioevo greco-latino. Da Gerolamo a Niccolò Cusano. A cura di Enrico Livrea, Neapel 1989.
  - Griechische Ausgabe: Ελληνικά γράμματα και λατινικός μεσαίωνας. Από τον Ιερώνυμο ως τον Νικόλαο Κουσάνο. Μετάφραση Δ. Ζ. Νικήτας, Thessaloniki 1998 (2. Auflage 2006).
  - Polnische Ausgabe: Grecko-łacińskie średniowiecze. Od Hieronima do Mikołaja z Kuzy. Pierwsze wydanie polskie przełożył i przygotował K.Liman, Gnesen 2003.
- als Herausgeber: Vitae sanctae Wiboradae. Die ältesten Lebensbeschreibungen der heiligen Wiborada (= Mitteilungen des Vereins für Vaterländische Geschichte. Band 51). Einleitung, kritische Edition und Übersetzung. Historischer Verein des Kantons St. Gallen, St. Gallen 1983, ISBN 3-906395-30-8.
- Biographie und Epochenstil im lateinischen Mittelalter. 5 Bände. Hiersemann, Stuttgart 1986–2004 (2., verbesserte Auflage, ebenda 2020);
  - Band 1: Von der „Passio Perpetuae“ zu den „Dialogi“ Gregors des Großen (= Quellen und Untersuchungen zur lateinischen Philologie des Mittelalters. Band 8). 1986, ISBN 3-7772-8612-5;
  - Band 2: Merowingische Biographie, Italien, Spanien und die Inseln im frühen Mittelalter (= Quellen und Untersuchungen zur lateinischen Philologie des Mittelalters. Band 9). 1988, ISBN 3-7772-8810-1;
  - Band 3: Karolingische Biographie. 750–920 n. Chr. (= Quellen und Untersuchungen zur lateinischen Philologie des Mittelalters. Band 10). 1991, ISBN 3-7772-9102-1;
  - Band 4: Ottonische Biographie. Das hohe Mittelalter. 920–1220 n. Chr. Halbband 1: 920–1070 n. Chr. (= Quellen und Untersuchungen zur lateinischen Philologie des Mittelalters. Band 12, Halbband 1). 1999, ISBN 3-7772-9921-9;
  - Band 4: Ottonische Biographie. Das hohe Mittelalter. 920–1220 n. Chr. Halbband 2: 1070–1220 n. Chr. (= Quellen und Untersuchungen zur lateinischen Philologie des Mittelalters. Band 12, Halbband 2). 2001, ISBN 3-7772-0128-6;
  - Band 5: Kleine Topik und Hermeneutik der mittellateinischen Biographie. Register zum Gesamtwerk (= Quellen und Untersuchungen zur lateinischen Philologie des Mittelalters. Band 15). 2004, ISBN 3-7772-0409-9.
- mit Theodor Klüppel: Die Reichenauer Heiligblut-Reliquie. Stadler, Konstanz 1988, ISBN 3-7977-0194-2 (2., erweiterte Auflage (= Reichenauer Texte und Bilder. Band 1). Thorbecke, Stuttgart 1999, ISBN 3-7995-4407-0; 3., erweiterte Auflage, Mattes, Heidelberg 2015, ISBN 978-3-86809-094-9).
- Die Palatina in der Vaticana. Eine deutsche Bibliothek in Rom. Belser, Stuttgart u. a. 1992, ISBN 3-7630-2087-X.
- als Herausgeber mit Angelika Häse: Gerhard von Augsburg, Vita Sancti Uodalrici. Die älteste Lebensbeschreibung des heiligen Ulrich. Lateinisch-deutsch. Mit der Kanonisationsurkunde von 993. Einleitung, kritische Edition und Übersetzung (= Editiones Heidelbergenses. Band 24). Winter, Heidelberg 1993, ISBN 3-8253-0018-8 (2., überarbeitete Auflage, ebenda 2020, ISBN 978-3-8253-4699-7).
- Eremus und Insula. St. Gallen und die Reichenau im Mittelalter – Modell einer lateinischen Literaturlandschaft. Verlag am Klosterhof, St. Gallen 2002, ISBN 3-906616-53-3 (2., erweiterte Auflage, Reichert, Wiesbaden 2005, ISBN 3-89500-433-2).
- mit Martin Hellmann: Hermann der Lahme. Gelehrter und Dichter (1013–1054) (= Reichenauer Texte und Bilder. Band 11). Mattes, Heidelberg 2004, ISBN 3-930978-67-9 (2., erweiterte Auflage, ebenda 2005, ISBN 3-930978-81-4; 3., erweiterte Auflage, ebenda 2013, ISBN 978-3-86809-077-2).
- Walahfrid Strabo: De cultura hortorum (Hortulus). Das Gedicht vom Gartenbau. Mit Pflanzenbildern von C. Erbar und einem Beitrag von W. Fels (= Reichenauer Texte und Bilder. Band 13). Mattes, Heidelberg 2007, ISBN 978-3-930978-95-3 (2. Auflage, ebenda 2010, ISBN 978-3-86809-040-6; 3., erweiterte Auflage unter Mitarbeit von Tino Licht, ebenda 2023, ISBN 978-3-86809-191-5).
- als Herausgeber mit Heinrich Schipperges: Hildegard von Bingen, Symphonia. Gedichte und Gesänge. Lateinisch und deutsch. Schneider, Gerlingen 1995, ISBN 3-7953-0930-1 (Nachdruck Darmstadt 2004).
- als Herausgeber: Hrotsvit, Opera omnia (= Bibliotheca scriptorum Graecorum et Romanorum Teubneriana). K. G. Saur, München u. a. 2001, ISBN 3-598-71912-4.
- Mittellateinische Studien. 4 Bände. Mattes-Verlag, Heidelberg u. a. 2005–2022, ISBN 3-930978-75-X (Band 1), ISBN 978-3-86809-009-3 (Band 2), ISBN 978-3-86809-107-6 (Band 3), ISBN 978-3-86809-182-3 (Band 4) (gesammelte kleine Schriften).
- Einleitung in die Lateinische Philologie des Mittelalters (Mittellatein). Eine Vorlesung. Herausgegeben von Tino Licht. Mattes, Heidelberg 2012, ISBN 978-3-86809-063-5 (2., überarbeitete Auflage, ebenda 2019, ISBN 978-3-86809-148-9).
- mit Ulrich Kuder: Reichenauer Wandmalerei 840–1120. Goldbach – Reichenau-Oberzell St. Georg – Reichenau-Niederzell St. Peter und Paul (= Reichenauer Texte und Bilder. Band 15). Mattes, Heidelberg 2012, ISBN 978-3-86809-052-9.
- mit Ulrich Kuder: Reichenauer Buchmalerei 850–1070. Reichert, Wiesbaden 2015, ISBN 978-3-95490-129-6.
- mit Ulrich Kuder: Reichenauer Buchmalerei 850–1070. Supplement. Reichert, Wiesbaden 2024, ISBN 978-3-7520-0804-3.
- mit Stefan Morent: Hermannus Contractus (1013–1054): Historia de sanctis Gordiano et Epimacho (= Musicological Studies. Band LXV/36). Institute of Mediaeval Music, Kitchener 2024.